# 高松町 (田原市)
高松町（たかまつちょう）は、愛知県田原市の地名。58の小字が設置されている。

## 地理
旧赤羽根町東部に位置する。西は赤羽根町に接する。

### 字一覧
字名は以下の通りである。
| - 赤崩（あかくずれ） - 新井（あらい） - 荒古（あらこ） - 一色（いしき） - 一色新田（いしきしんでん） - 石車（いしぐるま） - 井戸屋（いどや） - 岩ケ下（いわがした） - 岩本（いわもと） - 大芦（おおあし） - 大荒古（おおあらこ） - 尾村崎（おむらざき） - 尾郎（おろう） - 金井場（かないば） - カル桶（かるおけ） - 川畑（かわばた） - 木崩（きくずし） - 北大荒古（きたおおあらこ） - 木場（きば） - 京塚（きょうづか） | - 蔵屋敷（くらやしき） - 実相（じっそう） - 尺太郎（しゃくたろう） - シンチウ（しんちう） - 新田（しんでん） - 蝉ケ沢（せびがさわ） - 前後（ぜんご） - タイトウ（たいとう） - 竹ノ内（たけのうち） - 田畑（たばた） - 長間（ちょうけん） - 椿沢（つばきざわ） - 坪ノ内（つぼのうち） - 寺田（てらだ） - 中尾（なかお） - 中瀬古（なかぜこ） - 中田（なかだ） - 中村（なかむら） - 縄口（なぐち） | - 名幸（なこう） - 鍋田（なべた） - 西新井（にしあらい） - 西山（にしやま） - 西脇（にしわき） - 入道（にゅうどう） - 猫田（ねこだ） - 羽根（はね） - 東島（ひがしじま） - 東原（ひがしはら） - 東脇（ひがしわき） - 広子村（ひろこむら） - 平方（へいほう） - 盆ケ池（ぼんがいけ） - 宮方辺（みやほうべ） - 持相（もつそう） - 屋江（やえ） - 谷倉（やくら） - 弥八島（やはちじま） |

### 河川
- 汐川[5]
- 大日川[5]
- 豊川用水[5]

## 歴史

### 沿革
- 鎌倉時代 - 三河国渥美郡の高松として所在[7]。
- 江戸時代 - 田原藩領の高松村として所在[7]。
- 1873年（明治6年） - 高松学校が創立される[7]。
- 1887年（明治20年） - 高松学校が高松分教場と改称される[7]。
- 1889年（明治22年） - 町村制による高松村となる[7]。
- 1906年（明治39年） - 合併に伴い、赤羽根村大字高松となる[7]。
- 1958年（昭和33年） - 町制施行に伴い、赤羽根町大字高松となる[7]。
- 1952年（昭和27年） - 高松保育園が開園する[7]。
- 1956年（昭和31年） - 簡易水道が整備される[7]。

## 世帯数と人口
2015年（平成27年）10月1日現在の世帯数と人口は以下の通りである。
| 町丁   | 世帯数  | 人口    |
| ------ | ------- | ------- |
| 高松町 | 404世帯 | 1,458人 |

### 人口の変遷
国勢調査による人口の推移
| 2005年（平成17年） | 1,647人 | [ 8 ] |  |
| 2010年（平成22年） | 1,596人 | [ 9 ] |  |
| 2015年（平成27年） | 1,458人 | [ 2 ] |  |

## 学区
市立小・中学校に通う場合、学区は以下の通りとなる。また、公立高等学校に通う場合の学区は以下の通りとなる。
| 番・番地等 | 小学校             | 中学校               | 高等学校 |
| ---------- | ------------------ | -------------------- | -------- |
| 全域       | 田原市立高松小学校 | 田原市立赤羽根中学校 | 三河学区 |

## 施設
- 田原市立高松小学校[5]
- 高松保育園[5]
- 公民館[5]
- 綜合運動場（ふれあい文化広場）[5]
- 屎尿処理場[5]
- 八柱神社[5]
- 一色神社[5]
- 素盞鳴神社[5]
- 熊野社[5]
- 若宮八幡社[5]
- 曹洞宗法蔵寺[5]
- 正法院[5]
- 大日堂[5]
- 瑪瑙寺[5]
- 真宗高田派天福寺[5]

## その他

### 日本郵便
- 郵便番号 : 441-3501[3]（集配局：田原郵便局[12]）。